# Главный герой (фильм)
«Главный герой» (англ. Free Guy) — американский комедийный боевик 2021 года, снятый режиссёром Шоном Леви по сценарию Мэтта Либермана и Зака Пенна. В фильме Райан Рейнольдс играет роль банковского служащего по имени Парень, который обнаруживает, что на самом деле является неигровым персонажем в массовой многопользовательской ролевой онлайн-игре, и становится героем, пытаясь спасти своих друзей от удаления создателем игры. В фильме также снялись Джоди Комер, Джо Кири, Лил Рел Хауэри, Уткарш Амбудкар и Тайка Вайтити.
Премьера фильма состоялась на 74-м кинофестивале в Локарно (Швейцария) 10 августа 2021 года. После годичной задержки из-за пандемии COVID-19 фильм «Главный герой» был выпущен в прокат в США 13 августа 2021 года в форматах RealD 3D, IMAX и Dolby Cinema компанией 20th Century Studios. Фильм собрал 331,5 млн долларов по всему миру и получил в целом положительные отзывы критиков, которые высоко оценили продуманную концепцию и назвали её удачным сочетанием видеоигр и научно-фантастических фильмов, таких, как «Первому игроку приготовиться», «Шоу Трумана», «Матрица», Half-Life, Portal, Grand Theft Auto и Fortnite.

## Сюжет
Парень — неигровой персонаж (NPC) во «Фри Сити», массовой многопользовательской ролевой онлайн-игре (MMORPG), разработанной компанией Soonami Games. Не зная, что окружающий мир — это всего лишь видеоигра, он работает кассиром в банке вместе со своим лучшим другом и охранником Приятелем.
В реальном мире Милли Раск пытается найти доказательства того, что исходный код, который она написала вместе со своим другом Уолтером «Кизом» Макки, был украден ведущим разработчиком Soonami Games Антваном Ховачеликом. В игре Милли, которая выступает под ником Molotov Girl, привлекает внимание Парня, напевая его любимую песню — «Fantasy» Мэрайи Кэри, и он начинает отклоняться от своего запрограммированного алгоритма. Взяв солнцезащитные очки у игрока, ограбившего банк, Парень видит Фри Сити через интерфейс игрока и пытается догнать Molotov Girl.
Киз и его коллега Маузер считают Парня хакером, замаскированным под неигрового персонажа, и безуспешно пытаются запретить ему доступ к игре. Парень встречает Милли в Тайнике — хорошо охраняемом комплексе, где хранится доказательство её исходного кода. Полагая, что Парень — начинающий игрок, она после неудачного взлома советует ему прокачаться до серьёзного уровня. С невероятной скоростью продвигаясь по игре и выполняя задания исключительно с помощью добрых дел, Парень становится всемирной сенсацией, известной как «Парень в голубой рубашке».
Парень помогает Милли сбежать из Тайника после её второго неудачного взлома. Милли недоумевает, когда Парень хочет её поцеловать, поскольку эта функция не предусмотрена в игре. Киз объясняет Милли, что Парень на самом деле является не игроком, а персонажем с искусственным интеллектом, которого Киз включил в «Суть жизни», оригинальную игру, разработанную им вместе с Милли. Киз соглашается помочь Милли восстановить их код, прежде чем «Фри Сити» будет навсегда стёрт с серверов Soonami, чтобы освободить место для «Фри Сити 2». Милли рассказывает Парню о том, что «Фри Сити» — всего лишь видеоигра, а он сам — второстепенный персонаж, созданный для развлечения настоящих людей. Она также сообщает, что через два дня, после выхода новой игры, Парень исчезнет вместе со всем его миром. Разочарованный Парень расстаётся с Милли. Однако после разговора с Приятелем о том, что даже ненастоящий персонаж может помочь настоящему, он решает действовать.
Благодаря знакомым охранникам Приятеля Парень успешно извлекает из тайника необходимый клип и отдаёт его Милли. Этот клип содержит оригинальную сборку игры «Суть жизни» и является доказательством того, что Антван украл исходный код Милли и Киза и использовал его в «Фри Сити». Поскольку растущая популярность Парня ставит под угрозу кассовый успех «Фри Сити 2», Антван приказывает Маузеру перезагрузить сервера, что приводит к обнулению воспоминаний Парня. Однако Милли восстанавливает их, поцеловав Парня, и он вспоминает местоположение острова, где спрятана сборка.
Когда Парень и Molotov Girl отправляются на остров, Антван поручает Маузеру убить их, но Киз пресекает его попытки. Антван увольняет Киза и отправляет в игру Чувака — мускулистую, недоработанную версию Парня, созданную для «Фри Сити 2». В ходе драки Парню удаётся надеть на Чувака свои солнечные очки, чтобы отвлечь его внимание, и Парень добирается до острова невзирая на то, что Антван разрушает город, уничтожая игровые серверы с помощью пожарного топора. Перед тем, как Антван собирается уничтожить последний сервер, Милли предлагает ему сделку: передать ей и Кизу остатки «Фри Сити» в обмен на разрешение получать прибыль от выпуска «Фри Сити 2» и последующих игр; Антван соглашается, и персонажи игры спасены.
Без поддержки Киза и Маузера «Фри Сити 2» терпит катастрофический провал, а Антвана очерняют в СМИ и арестовывают за кражу и нанесение противозаконного ущерба. Киз, Маузер и Милли используют свой исходный код и выпускают игру «Фри Лайф», в которую переходят Парень, Приятель, Чувак и другие второстепенные персонажи из «Фри Сити». Во время игры Парень признается Милли, что его код на самом деле является любовным письмом от Киза. Милли выходит из игры, и они с Кизом целуются на улице. Тем временем Парень воссоединяется с Чуваком и Приятелем, и они начинают жить своей собственной жизнью в «Фри Лайф», игнорируя исходный код «Фри Сити».

## В ролях
- Райан Рейнольдс — Парень
  - Рейнольдс также обеспечивает голос и захват лица Чувака, а культурист Аарон У. Рид стал дублёром тела Чувака
- Джоди Комер — Милли Раск / Molotov Girl
- Джо Кири — Уолтер «Киз» Маккиз
- Лил Рел Хауэри — Приятель
- Уткарш Амбудкар[англ.] — Маузер
- Тайка Вайтити — Антван Ховачелик
- Бритни Олдфорд — бариста
- Камилль Костек[англ.] — Красотка
- Мэтти Кардаропл[англ.] — Кит, игрок под ником Ревенджамин Баттонс
- Ченнинг Татум — аватар Ревенджамина Баттонса
- Майк Дивайн — офицер Джонни
- Ансбель Гретц — Филлис, кошатница

В фильме в эпизодических ролях снялись геймеры и стримеры Jacksepticeye, Ninja, Pokimane, DanTDM и LazarBeam, каждый из которых со своей точки зрения комментирует действия Парня на своих каналах в YouTube и Twitch. Актёр Крис Эванс, ведущая утреннего шоу Good Morning America Лара Спенсер и ведущий викторины Jeopardy! Алекс Требек сыграли роли самих себя. Тина Фей озвучила мать Кита, которая пылесосит комнату, Хью Джекман озвучил аватара в маске из переулка, Дуэйн Джонсон — грабителя банка, а Джон Красински — силуэт игрока. Шарлотта Леви исполняет роль девочки-подростка, управляющей аватаром второго грабителя банка, а Колетт Леви играет её младшую сестру.

## Производство

### Разработка
В августе 2016 года Мэтт Либерман потратил три недели на написание чернового варианта сценария для фильма «Главный герой». После завершения работы сценарий был продан и запущен в разработку на студии 20th Century Fox незадолго до её приобретения компанией Disney. В результате «Главный герой» стал одним из первых фильмов Fox, производство которого продолжилось под управлением Disney и на студии с новым названием — 20th Century Studios. Режиссёр Шон Леви прочитал сценарий ещё в 2016 году, но отказался от съёмок, так как не является фанатом видеоигр. Несколько лет спустя Хью Джекман познакомил Леви с Райаном Рейнольдсом, и после перечитывания сценария пара решила совместно поработать над «Главным героем». Рейнольдс, который также выступил продюсером фильма, сказал: «Я не был ничем так увлечён со времен „Дэдпула“».

### Съёмки
Съёмки фильма начались в Бостоне в мае 2019 года и в основном проходили в финансовом районе города. Съёмки также проходили в других городах штата Массачусетс: Вустере, Фреймингхеме (в здании бывшего сберегательного банка Фреймингхема) и в Уэймуте (на бывшей военно-морской авиабазе, а также на пляже Ревере.

### Дизайн и культурные отсылки
Хотя в игровом сообществе появились сравнения «Главного героя» с играми Grand Theft Auto и Fortnite, художник-постановщик Итан Тобман сказал, что черпал вдохновение в таких играх, как SimCity, The Sims и Red Dead Redemption 2. На протяжении всего фильма используется несколько видов оружия, взятых из других видеоигр и фильмов, в том числе мегабастер, световой меч из франшизы «Звёздные войны», одна из кирок из Fortnite, гравитационная пушка из Half-Life 2, портальная пушка из Portal, щит Капитана Америки и кулак Халка. После того как фильм перешёл в собственность компанией Disney, владеющей франшизами Marvel и «Звездные войны», создатели фильма попросили разрешения на использование такого культового оружия, как световой меч и щит Капитана Америки, и получили разрешение на использование всего, что хотели. Аватар (скин) главной героини Милли Раск косплеит персонажа из анимэ Атака Титанов Микасу Аккерман.

### Музыка
Саундтрек к фильму написал Кристоф Бек. Леви изначально планировал использовать песню «Your Love» группы The Outfield в качестве главной музыкальной темы, но Рейнольдс предложил вместо неё хит 1995 года «Fantasy» Мэрайи Кэри. Рейнольдсу удалось поговорить с Кэри, и она не возражала, что её песня будет звучать на протяжении всего фильма. В картине также прозвучала кавер-версия песни «Fantasy» в исполнении Джоди Комер.

## Маркетинг
Первый официальный трейлер фильма был представлен 7 декабря 2019 года на фестивале CCXP в Бразилии. Второй трейлер вышел 10 июня 2021 года.
В июле 2021 года Райан Рейнольдс опубликовал на своём YouTube-канале видео под названием «Дэдпул и Корг реагируют», в котором он в облике Уэйда Уилсон / Дэдпула из серии фильмов «Люди Икс» и Тайка Вайтити в роли Корга из кинематографической вселенной Marvel смотрят и комментируют трейлер фильма «Главный герой».

## Релиз
Фильм «Главный герой» вышел в прокат в США 13 августа 2021 года в форматах RealD 3D, IMAX и Dolby Cinema. Он стал первым во время пандемии фильмом Walt Disney Studios, выпущенным исключительно в кинотеатрах в течение 45 дней с последующим выходом на стриминговых сервисах, таких как Disney+ (включая Premier Access) или Hulu/Disney+ Star.
Первоначально выход фильма был запланирован на 3 июля 2020 года, но был отложен из-за пандемии COVID-19. Затем премьера была перенесена на 11 декабря 2020 года.
В ноябре 2020 года студия убрала фильм, наряду со «Смертью на Ниле», из графика предстоящих релизов. В декабре 2020 года была объявлена новая дата выхода — 21 мая 2021 года. В марте 2021 года Disney объявил, что прокат фильма начнется 13 августа 2021 года.

## Реакция

### Кассовые сборы
По состоянию на апрель 2022 года «Главный герой» собрал в мировом прокате 331,5 млн долларов, в том числе 121,6 млн долларов в США и Канаде и 209,9 млн долларов в других странах.
В США и Канаде «Главный герой» вышел в прокат одновременно с фильмами «Респект» и «Не дыши 2»; первоначально предполагалось, что в дебютный уик-энд он соберёт $15–18 млн в 4 165 кинотеатрах. Однако после того, как в первый день фильм заработал $10,5 млн (включая $2,2 млн на предпоказах в четверг вечером), прогноз был повышен до $26 млн. В итоге фильм дебютировал с $28,4 млн и возглавил рейтинг кассовых сборов. Во второй уик-энд фильм заработал $18,5 млн, сохранив за собой первое место. Сокращение сборов на 34 % стало наименьшим падением во второй уик-энд среди всех фильмов в широком прокате летом 2021 года и вторым по величине в карьере Рейнольдса. В третий уик-энд фильм был оттеснен на второе место фильмом «Кэндимен», но продолжил уверенно держаться: падение сборов составило всего 27 %, до $13,6 млн.

### Награды
| Награда                         | Дата церемонии  | Категория                          | Номинант(ы)                                                 | Результат | Прим.  |
| ------------------------------- | --------------- | ---------------------------------- | ----------------------------------------------------------- | --------- | ------ |
| People's Choice Awards          | 7 декабря 2021  | Комедия года                       | «Главный герой»                                             | Победа    | [ 36 ] |
| People's Choice Awards          | 7 декабря 2021  | Лучший актёр                       | Райан Рейнольдс                                             | Номинация | [ 36 ] |
| People's Choice Awards          | 7 декабря 2021  | Лучший комедийный актёр            | Райан Рейнольдс                                             | Номинация | [ 36 ] |
| Оскар                           | 27 марта 2022   | Лучшие визуальные эффекты          | Свен Джиллберг, Брайан Грилл, Никос Калайтзидис и Дэн Судик | Номинация | [ 37 ] |
| Nickelodeon Kids’ Choice Awards | 9 апреля 2022   | Любимый киноактёр                  | Райан Рейнольдс                                             | Номинация | [ 38 ] |
| MTV Movie & TV Awards           | 5 июня 2022     | Лучший комедийный актёр            | Райан Рейнольдс                                             | Победа    | [ 39 ] |
| MTV Movie & TV Awards           | 5 июня 2022     | Лучший бой                         | Парень против Чувака                                        | Номинация | [ 39 ] |
| Сатурн                          | 25 октября 2022 | Лучший научно-фантастический фильм | «Главный герой»                                             | Номинация | [ 40 ] |
| Сатурн                          | 25 октября 2022 | Лучшая актриса второго плана       | Джоди Комер                                                 | Номинация | [ 40 ] |

## Сиквел
14 августа 2021 года, вследствие хороших сборов фильма в первый день проката, Рейнольдс объявил о том, что Disney желает выпустить сиквел. В марте 2022 года Стив Асбелл, президент 20th Century Studios, сказал, что сценарий находится в процессе написания, и назвал продолжение «фантастической историей».